# Albanchez
Albanchez és una localitat de la província d'Almeria, a Andalusia. El 2005 tenia 681 habitants.
El municipi d'Albanchez està situat a la comarca del Medio Almanzora, als contraforts septentrionals de la serra de Los Filabres i a l'oest de la serra de Damián, 80 km al nord-est de la capital, Almeria.

## Demografia
| 1996 | 1998 | 1999 | 2000 | 2001 | 2002 | 2003 | 2004 | 2005 |
| ---- | ---- | ---- | ---- | ---- | ---- | ---- | ---- | ---- |
| 626  | 605  | 605  | 586  | 575  | 585  | 638  | 697  | 681  |